# Чертофф, Майкл
Майкл Чертофф (англ. Michael Chertoff; 28 ноября 1953, Элизабет, Нью-Джерси, США) — американский юрист и государственный деятель. С 2005 по 2009 год был министром внутренней безопасности США. Известен своей активной деятельностью против нелегальных мигрантов, а также как один из ключевых участников ликвидации последствий урагана «Катрина». Является одним из авторов закона The USA PATRIOT Act. Занимает пожизненный пост федерального судьи Третьего окружного апелляционного суда США в Филадельфии.

## Биография
Чертофф родился 28 ноября 1953 года в городе Элизабет, штат Нью-Джерси. Отец, раввин Гершон Барух Чертофф (1915—1996), был талмудистом, лидером Конгресса B’nai Israel в Элизабет. Мать, Ливия Чертофф (в девичестве Айзен), стюардесса авиакомпании El Al. Дед по отцу, раввин Пол Чертофф (Павел Чертов) эмигрировавший из царской России, с территории современной Белоруссии, был также, как и отец Майкла Чертоффа, известным талмудистом. Выпускник Гарвардского университета (1975).
Учился в Гарвардском университете, в 1975 году получил степень бакалавра искусств со специализацией по истории, в 1978 году получил степень доктора права.
С 1978 по 1979 год работал секретарем судьи Второго апелляционного суда США Мюррея Гурфейна, в 1980 году стал секретарем члена Верховного суда Уильяма Бреннана. С 1980 по 1983 год занимался частной практикой в фирме Latham & Watkins. С 1983 по 1987 год занимал пост заместителя федерального прокурора Манхэттена Рудольфа Джулиани. На этом посту занимался проблемами организованной преступности и коррупции. Руководил следствием по делу «Комиссии» — совета глав мафиозных семей Нью-Йорка.
В 1987 году стал заместителем федерального прокурора Нью-Джерси, а в 1990 году — федеральным прокурором этого штата. Расследовал ряд громких дел. Хотя в 1990 году Чертофф примкнул к республиканцам, он сохранил свой пост и после избрания президентом демократа Билла Клинтона в 1993 году.
В 1994 году вернулся к частной юридической практике в Latham & Watkins на правах партнера. В 1995 году был специальным советником сенатской комиссии по расследованию дела «Уайтуотер» (Whitewater), в котором была замешана чета Клинтонов. В 1996 году участвовал в президентской избирательной кампании Боба Доула, а в 2000 году — в кампании Джорджа Буша-младшего.
С 2001 по 2003 год Чертофф занимал пост заместителя министра юстиции, руководил департаментом уголовных расследований. Сыграл значительную роль в реализации контртеррористической политики администрации после терактов 11 сентября 2001 года. Занимался расследованием терактов, под его руководством проводились массовые аресты подозреваемых. Чертофф стал одним из авторов широко известного закона The USA PATRIOT Act. Занимался делами «американского талиба» Джона Уокера Линда и «двадцатого угонщика» Закарии Муссауи. Деятельность Чертоффа в министерстве юстиции стала объектом критики правозащитников.
В 2003 году Чертофф получил пожизненный пост федерального судьи Третьего окружного апелляционного суда США в Филадельфии. Его деятельность на этом посту широкого внимания прессы не привлекла, в основном он занимался рутинными вопросами иммиграционной политики и рассмотрением апелляций по уголовным делам.
В 2005 году Чертофф был назначен министром внутренней безопасности во второй президентской администрации Буша-младшего. Во время работы на этой должности Чертофф имел дело с двумя основными проблемами: регулированием иммиграции и противостоянием стихийным бедствиям. Министр придерживался жесткой линии в отношении нелегальных мигрантов. Политика в этом направлении включала ряд программ: борьбу с организациями, нанимающими нелегалов; создание заграждений на американо-мексиканской границе; повышение уровня безопасности в портах и аэропортах. На направлении противостояния стихийным бедствиям Чертоффа постигла крупная неудача: действия его министерства во время и после урагана «Катрина» в 2005 году были признаны неудовлетворительными.
Чертоффа критиковали и за другой его проект: строительство забора-ограждения на границе США с Мексикой для борьбы с нелегальной иммиграцией.
После победы кандидата от Демократической партии США Барака Обамы на президентских выборах США в 2008 году и его инаугурации 20 января 2009 года Чертофф покинул министерский пост министра внутренней безопасности. Его преемником стала Джанет Наполитано.
Майкл Чертофф женат, у него двое детей.